# Duellen (musikgrupp)
Duellen är en svensk popgrupp från Uppsala och Stockholm. Duellen började som ett tvåmannaprojekt under våren 2011, senare under året växte projektet till ett större band, bestående av bland annat tidigare medlemmar från banden Jeniferever och The Search. År 2012 skrev bandet kontrakt med skivbolaget A West Side Fabrication och kort därefter släpptes singeln "Att stå kvar". De framförde även konserter på bland annat Katalin i Uppsala och Debaser i Stockholm. I början av 2013 släpptes singeln "Fabriken" som spelades i Sveriges Radio P3. Duellens singel "Sysslomansgatan" släpptes sommaren 2013 och uppmärksammades av Musikguiden i P3.
Duellen har gjort 2 musikvideor, för låtarna Fabriken och Sysslomansgatan. Musik och text till samtliga Duellens låtar är skriven av Joakim Jakobsson (numera Nordström), bandets sångare och gitarrist.